# مارتين رومانيولي
مارتين رومانيولي (بالإسبانية: Martín Romagnoli)‏ هو لاعب كرة قدم أرجنتيني في مركز الوسط، ولد في 30 يناير 1977 في قرطبة في الأرجنتين. شارك مع منتخب الأرجنتين لكرة القدم. أما مع النوادي، فقد لعب مع كيلمس ونادي أتلانتي ونادي أتليتيكو كولون ونادي أونيفرسيداد ناسيونال ونادي بطليوس ونادي ديبورتيفو تولوكا ونادي راسينغ.

## وصلات خارجية
- مارتين رومانيولي على موقع قاعدة بيانات كرة القدم.إي يو (الإنجليزية)
- مارتين رومانيولي على موقع ناشيونال فوتبول تيمز (الإنجليزية)
- مارتين رومانيولي على موقع Soccerway.com (الإنجليزية)
- مارتين رومانيولي على موقع AS.com (الإسبانية)